# São José dos Campos-Kuota
São José dos Campos-Kuota es un equipo ciclista de Brasil. Durante el 2010 hasta septiembre el nombre fue Scott-Marcondes César-São José dos Campos denominación con la cual consiguió todos sus lauros en América.

## Historia

### Entrada en el profesionalismo
Obtuvo la licencia Continental en 2007 y ese año logró ubicarse segundo en la clasificación del UCI America Tour. Aunque para 2009 debido a la crisis mundial y problemas financieros perdió la licencia.

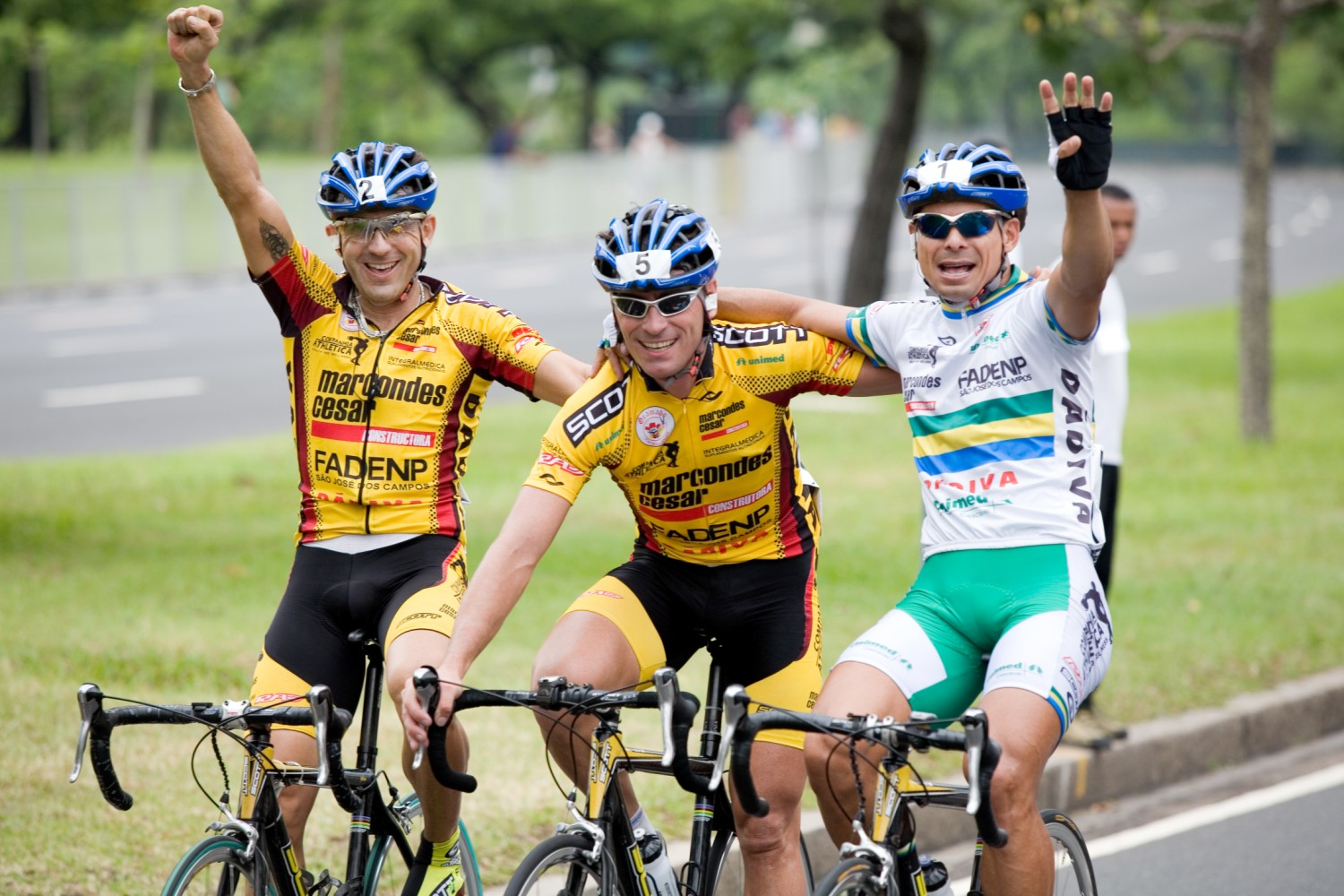
Daniel Rogelim, Marcio May y Nilceu Santos en 2008.

### Profesional Continental
En 2010 volvió a recuperar la licencia e hizo historia en el ciclismo brasileño al ser el primer equipo Profesional Continental (estructura completamente profesional) de ese país. Si bien debido a que no se adhirieron al pasaporte biológico no pudieron disputar ninguna carrera del UCI World Calendar aunque si corrió una carrera de categoría .HC del UCI Europe Tour al que en el pasado tuvieron prohibida su participación por estar en otra categoría menor, esta fue el Tour de Turquía.
A mediados de año problemas económicos al retirarse patrocinadores dejaron al club en una profunda crisis que fue denunciada por los propios ciclistas como Luciano Pagliarini, hasta que finalmente el 20 de agosto la UCI suspendió al equipo hasta nuevo aviso.
Si bien varios ciclistas se fueron del equipo, quedó una base de corredores que apoyados por la municipalidad de São José dos Campos, continuaron con el proyecto ciclístico bajo el nuevo nombre ya oficialmente fuera del equipo profesional pero dentro del mismo equipo de categoría amateur. Se consiguieron nuevos patrocinadores y se espera que pronto se recupere la licencia Continental.
La UCI, por su parte, intentó pagar los contratos de los corredores que habían denunciado la falta de pagos mediante el aval que depositan los equipos para obtener la licencia, sin embargo, dicho aval resultó ser falso por lo que el equipo obtuvo la licencia Profesional Continental (segunda división) frauduletamente.

## Clasificaciones UCI
A partir de 2005 la UCI instauró los Circuitos Continentales UCI, donde el equipo ha estado en los años que este ha sido profesional (2007, 2008 y 2010), registrado dentro del UCI America Tour. Estando en las clasificaciones del UCI America Tour Ranking y UCI Europe Tour Ranking. Las clasificaciones del equipo y de su ciclista más destacado son las siguientes:
| Temporada                | Clasificación por equipos | Mejor corredor en la clasificación individual | Posición |
| 2006-2007 (America Tour) | 2.º                       | Nilceu Santos                                 | 5.º      |
| 2007-2008 (America Tour) | 10.º                      | Edgardo Simón                                 | 43.º     |
| 2009-2010 (America Tour) | 9.º                       | Jorge Giacinti                                | 40.º     |
| 2009-2010 (Europe Tour)  | -                         | -                                             | -        |

## Palmarés

### Palmarés 2010
| Fechas        | Carreras                                                  | Ganador                   |
| 16 de febrero | 1.ª etapa de Rutas de América                             | Luciano Pagliarini        |
| 20 de febrero | 5.ªa etapa de Rutas de América                            | Luciano Pagliarini        |
| 20 de febrero | 5.ªb etapa de Rutas de América                            | Magno Nazaret (CRI)       |
| 21 de febrero | 6.ª etapa de Rutas de América                             | Luciano Pagliarini        |
| 15 de marzo   | Prólogo del Giro do Interior de São Paulo                 | Jorge Giacinti (CRI)      |
| 19 de marzo   | 4.ª etapa del Giro do Interior de São Paulo               | Nilceu Santos             |
| 2 de abril    | Campeonato de Argentina Contrarreloj                      | Matias Medici             |
| 5 de junio    | 4.ª etapa de la Volta Ciclística Internacional do Paraná  | Jorge Giacinti            |
| 6 de junio    | 5.ª etapa del Volta Ciclística Internacional do Paraná    | Matías Medici             |
| 25 de junio   | Campeonato de Brasil Contrarreloj                         | Luiz Amorim Tavares (CRI) |
| 9 de julio    | Prova Ciclística 9 de Julho                               | Francisco Chamorro        |
| 20 de octubre | 5.ª etapa del Tour do Brasil/Volta do Estado de São Paulo | Francisco Chamorro        |

- En rosa la carrera profesional que ganó como amateur, una vez le quitaron la licencia profesional.

## Plantilla

### Plantilla 2010
| Nombre              | Nacimiento | Nacionalidad | Equipo 2009                                         |
| Wagner Alves        | 2/08/1980  | Brasil       | Neoprofesional                                      |
| Armando Camargo     | 8/08/1982  | Brasil       | Memorial-Fupes-Santos (en 2007)                     |
| Francisco Chamorro  | 7/08/1981  | Argentina    | Neoprofesional                                      |
| Robson Dias         | 14/09/1983 | Brasil       | Memorial-Fupes-Santos (en 2007)                     |
| Jorge Giacinti      | 21/06/1974 | Argentina    | Scott-Marcondes César-São José dos Campos (en 2008) |
| Soelito Gohr        | 14/09/1973 | Brasil       | Scott-Marcondes César-São José dos Campos (en 2007) |
| Tiego Gasparotto    | 23/04/1988 | Brasil       | Neoprofesional                                      |
| Matías Medici       | 25/06/1975 | Argentina    | Scott-Marcondes César-São José dos Campos (en 2008) |
| Maicke Monteiro     | 27/10/1988 | Brasil       | Neoprofesional                                      |
| Fabricio Morandi    | 28/04/1981 | Brasil       | Scott-Marcondes César-São José dos Campos (en 2008) |
| Mauricio Morandi    | 28/04/1981 | Brasil       | Scott-Marcondes César-São José dos Campos (en 2008) |
| Magno Nazaret       | 17/01/1986 | Brasil       | Scott-Marcondes César-São José dos Campos (en 2008) |
| Luciano Pagliarini  | 18/04/1978 | Brasil       | Scott-American Beef (en 2008)                       |
| Daniel Rogelin      | 13/10/1972 | Brasil       | Scott-Marcondes César-São José dos Campos (en 2008) |
| Renato Ruiz         | 9/07/1981  | Brasil       | Neoprofesional                                      |
| Nilceu Santos       | 14/07/1977 | Brasil       | Scott-Marcondes César-São José dos Campos (en 2008) |
| Andrei Sartassov    | 10/11/1975 | Rusia        | Selle Italia-Serramenti Diquigiovanni (en 2006)     |
| Luiz Amorim Tavares | 27/03/1977 | Brasil       | Scott-Marcondes César-São José dos Campos (en 2007) |

1. 1 2  Desde el 1 de octubre.
2. 1 2 3 4 5 6 7 8 9  Hasta el 20 de agosto.
3. 1 2 3 4  El 10 de octubre fichó por el Funvic-Pindamonhangaba.
4. 1 2  Fichó por el CESC/São Caetano (equipo amateur).